# Křekovická Lhota
Křekovická Lhota (německy Krekowitz Lhota) je malá vesnice, část obce Šebířov v okrese Tábor v Jihočeském kraji. Nachází se asi čtyři kilometry severozápadně od Šebířova. Křekovická Lhota leží v katastrálním území Křekovice u Vyšetic o výměře 6,89 km².

## Historie
První písemná zmínka o vesnici pochází z roku 1318.

## Obyvatelstvo
| Rok            | 1869 | 1880 | 1890 | 1900 | 1910 | 1921 | 1930 | 1950 | 1961 | 1970 | 1980 | 1991 | 2001 | 2011 | 2021 |
| -------------- | ---- | ---- | ---- | ---- | ---- | ---- | ---- | ---- | ---- | ---- | ---- | ---- | ---- | ---- | ---- |
| Počet obyvatel | 60   | 68   | 58   | 64   | 50   | 41   | 49   | 23   | 22   | 20   | 16   | 12   | 11   | 7    | 9    |
| Počet domů     | 9    | 10   | 11   | 11   | 11   | 11   | 11   | 11   | 11   | 6    | 6    | 12   | 11   | 11   | 9    |

## Obecní správa
Při sčítání lidu v letech 1850–1960 Křekovická Lhota byly osadou obce Vyšetice, se kterým patřila nejprve do okresu Tábor, ale v roce 1950 v okrese Votice. V letech 1961–1971 byla částí obce Křekovice v okrese Tábor. Od 26. listopadu 1971 do 30. června 1974 byla znovu částí obce Vyšetice v okrese Tábor, kdy se konaly obecní volby. Od 1. července 1974 je částí obce Šebířov v okrese Tábor.

## Galerie

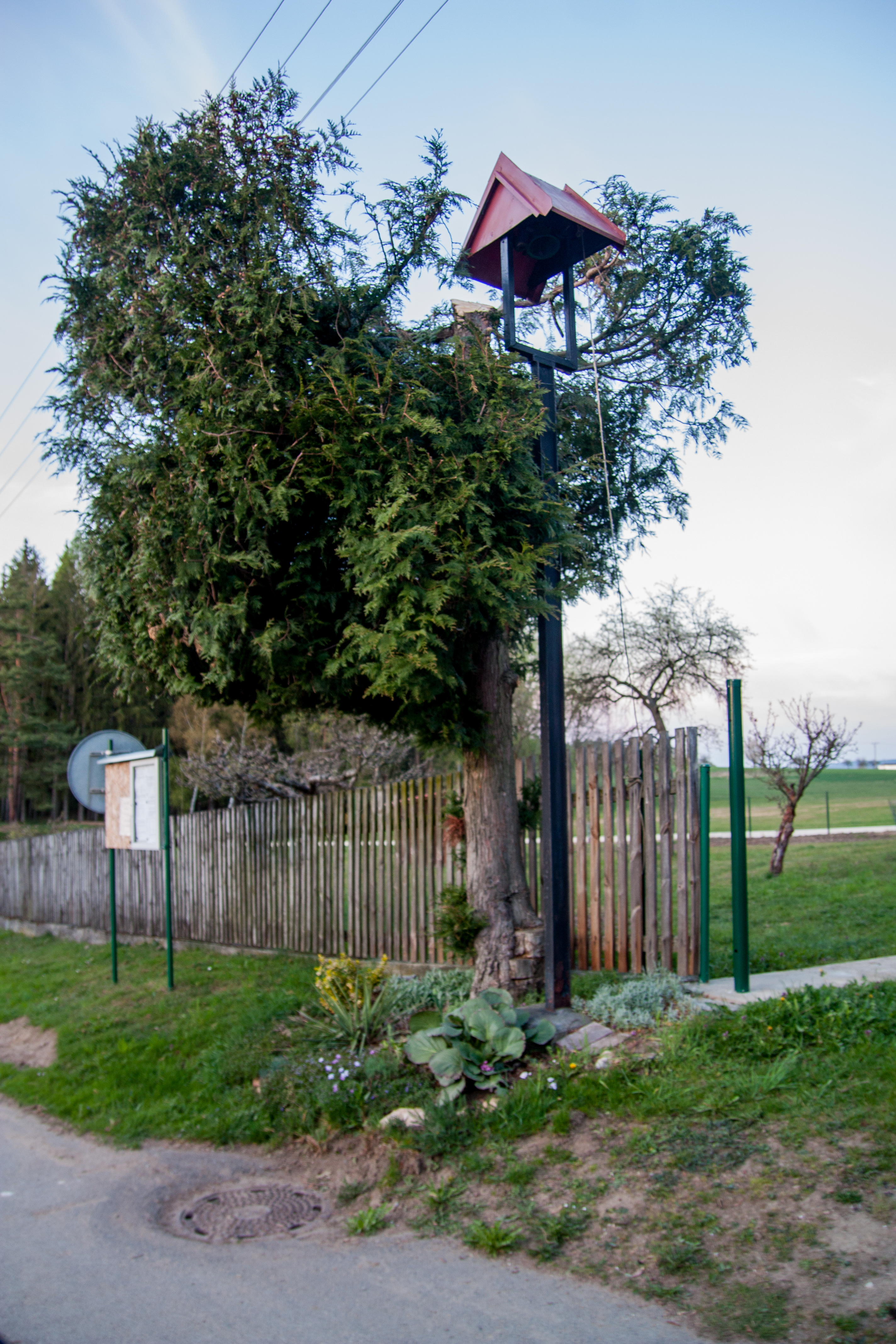
Zvonice ve vesnici (2019)
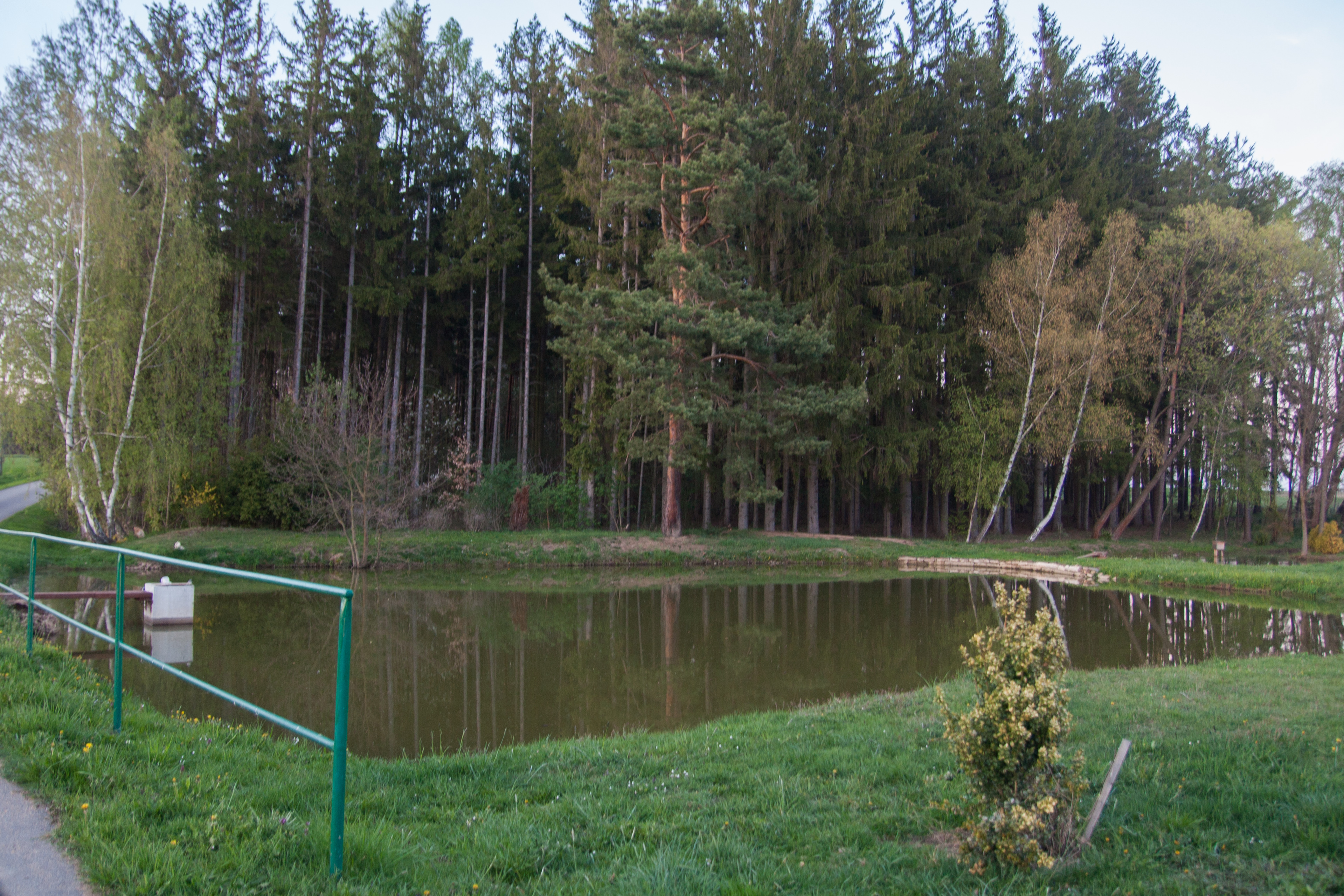
Rybník (2019)
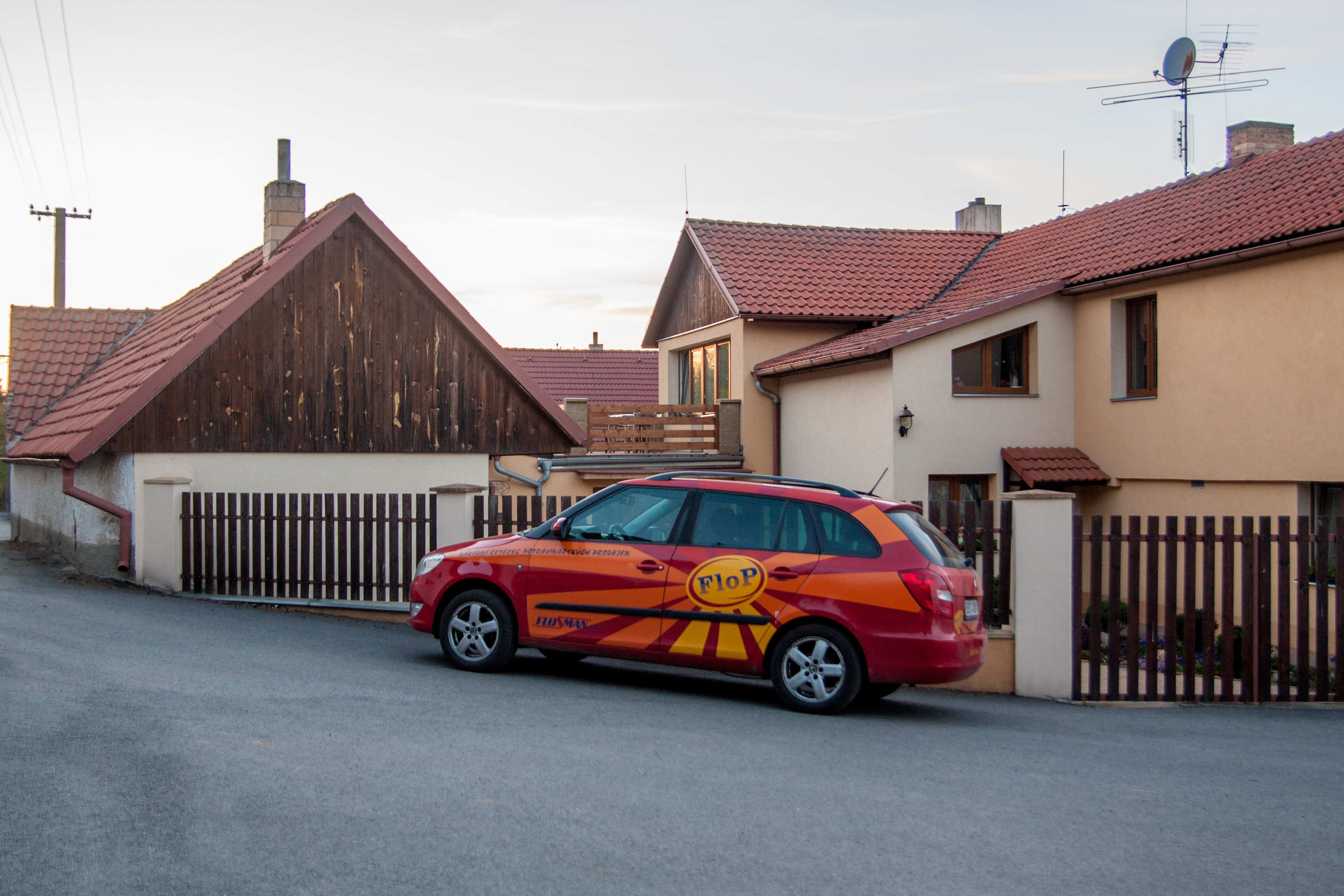
Domy (2019)